# Melanochelys
Genre
Synonymes
- Chaibassia Theobald, 1876

Melanochelys est un genre de tortues de la famille des Geoemydidae.

## Répartition
Les deux espèces de ce genre se rencontrent :
- en Inde ;
- au Bangladesh ;
- en Birmanie ;
- au Sri Lanka ;
- au Népal.

Sa présence est incertaine au Yunnan en République populaire de Chine et au Pakistan.

## Liste des espèces
Selon TFTSG (20 juin 2011) :
- Melanochelys tricarinata (Blyth, 1856)
- Melanochelys trijuga (Schweigger, 1812)

## Publication originale
- Gray, 1869 : Notes on the families and genera of tortoises (Testudinata), and on the characters afforded by the study of their skulls. Proceedings of the Zoological Society of London, vol. 1869, p. 165–225 (texte intégral).